# Miguel Ángel Vergara Villalobos
Miguel Ángel Vergara Villalobos (Santiago de Chile, 17 de abril de 1944) es un marino en retiro chileno, que se desempeñó como Comandante en jefe  de la Armada de Chile desde 2001 hasta 2005

## Biografía
El Almirante es especialista en Estado Mayor e Ingeniero Naval Electrónico.
Posee los grados académicos de Licenciado en Ciencias Navales y Marítimas con mención en Ingeniería Naval Electrónica, y Magíster en Ciencias Navales y Marítimas con mención en Estrategia; es Profesor Militar de Academia en la asignatura de Estrategia; y graduado del Curso de Alto Mando de la Academia Nacional de Estudios Políticos y Estratégicos.
En el ámbito civil, realizó el Curso Interamericano de Preparación y Evaluación de Proyectos (CIAPEP) en la Pontificia Universidad Católica de Chile; es Diplomado en Finanzas Corporativas en la Universidad Adolfo Ibañez; y es magíster en Filosofía en The Catholic University of America, Washington D. C., habiendo aprobado su examen de grado con la calificación magna cum laude y doctor en Filosofía por la Universidad de Navarra. Actualmente se encuentra cursando el Bachiller en Teología de la Pontificia Universidad Católica de Valparaíso.

## Carrera Naval
Durante más de dieciocho años sirvió a bordo de diferentes navíos, entre estos,  Comandante del patrullero "Lautaro" en 1983, 1988 fragata misilera "Almirante Condell", 1993 destructor líder misilero "Capitán Prat", 1993 y 1994 Grupo de Tareas UNITAS. 
En la Escuadra Nacional se desempeó como Oficial Electrónico, de Entrenamiento, de Operaciones, Jefe del Estado Mayor y Comandante en Jefe.
Entre sus comisiones en tierra se destacan su desempeo como Oficial Electrónico durante la transferencia y reparación del destructor "Ministro Zenteno" en Filadelfia, EE. UU.; profesor, Subdirector y Director de la Academia de Guerra Naval; Jefe del Departamento de Planes en la Dirección General de los Servicios de la Armada; Director de Planificación Secundaria del Estado Mayor de la Defensa Nacional; y Agregado Naval Adjunto a la Embajada de Chile en Washington D. C., EE. UU., donde también asumió como Delegado Alterno ante la Junta Interamericana de Defensa.

## Alto Mando
El 1 de enero de 1996 el supremo gobierno aprueba su ascenso a Contraalmirante y asumiendo como Subjefe en el Estado Mayor de la Defensa Nacional; durante ese mismo año integra la dirección ejecutiva de la comisión que elaboró el primer Libro de la Defensa Nacional, desempeñándose como coordinador y redactor. 
En 1998 asume como Subjefe del Estado Mayor General de la Armada y en 1999 como Comandante en Jefe de la Escuadra. 
El 1 de enero de 2000 asciende a Vicealmirante y asume como Director General de Finanzas de la Armada.
El 18 de junio de 2001 el Supremo Gobierno le confiere el ascenso al grado de Almirante, designándolo en el cargo de Comandante en Jefe de la Armada.

## Distinciones y condecoraciones
Entre sus distinciones personales se incluyen la Condecoración Presidente de la República, en el grado de Gran Oficial, y en el grado de Collar de la Gran Cruz; Condecoración Servicios Distinguidos 11 de Septiembre; Medalla Misión Cumplida; Condecoración Cruz Servicios a Bordo, categoría Gran Cruz, por 14 años de servicios a bordo; Medalla Junta Interamericana de Defensa otorgada por los Estados Unidos; Condecoración Orden Cruz Peruana al Mérito Naval, en el Grado de Gran Cruz y Cruz al Mérito Dorado de las Fuerzas Armadas de Alemania, Condecoración, Al Mérito Naval en el grado de "Gran Cruz Almirante Guillermo Brown" otorgada por la República de Argentina, Medalla, "TONG IL" otorgada por la Armada de Corea del Sur, condecoración "Orden al Mérito Naval" en el grado de "Gran Oficial" otorgada por el Gobierno de Brasil, "MEDAL OF MERIT" in Gold otorgada por la Armada Real de Holanda, entre otras.
Con fecha 18 de diciembre del 2005 se retira voluntariamente de la Armada.
Es casado con María Ximena Iturriaga Feilmann y tienen tres hijos.

## Antecedentes Militares
- 1962: Cadete de la Escuela Naval Arturo Prat
- 1966: Guardiamarina
- 1967: Subteniente
- 1969: Teniente 2.º
- 1973: Teniente 1.º
- 1978: Capitán de Corbeta
- 1984: Capitán de Fragata
- 1990: Capitán de Navío
- 1995: Comodoro
- 1996: Contralmirante
- 2000: Vicealmirante
- 2001: Almirante